# Кейнсианский конкурс красоты
Кейнсианский конкурс красоты — концепция, разработанная Джоном Мейнардом Кейнсом и изложенная в главе 12 его работы «Общая теория занятости, процента и денег» (1936) для объяснения колебаний цен на фондовых рынках. В ней описывается конкурс красоты, в котором награждаются не самые популярные участники конкурса, а те судьи, которые наиболее точно смогли угадать, кто из участников конкурса окажется наиболее популярным.

## Обзор
Кейнс описал действия рациональных агентов на рынке, используя аналогию, основанную на вымышленном конкурсе для читателей газеты, в котором участников просят выбрать шесть самых привлекательных лиц из ста фотографий. Те, кто выбрал самые популярные лица, имеют право на получение приза.
Наивная стратегия — выбрать лицо, которое, по мнению участника, самое красивое. Более искушённый участник конкурса, желающий максимизировать шансы на выигрыш приза, должен подумать о том, каково восприятие привлекательности большинством, а затем сделать выбор, основанный на знаниях об общественном восприятии. Можно пойти ещё на шаг дальше и учесть, что каждый из других участников конкурса будет иметь собственное мнение об общественном восприятии. Таким образом, логика может быть расширена на следующий порядок, следующий и так далее, на каждом уровне пытаясь предсказать конечный результат процесса на основе рассуждений других рациональных агентов.

Речь идёт не о том, чтобы выбрать самое красивое лицо по искреннему убеждению выбирающего, и даже не о том, чтобы угадать лицо, действительно удовлетворяющее среднему вкусу. Тут мы достигаем третьей степени, когда наши способности направлены на то, чтобы предугадать, каково будет среднее мнение относительно того, каково будет среднее мнение. И имеются, как я полагаю, такие люди, которые достигают четвёртой, пятой и ещё более высоких степеней.

Кейнс считал, что подобное поведение наблюдается и на фондовом рынке. Это заставляет людей оценивать акции не на основании того, что они сами думают об их внутренней стоимости, а на основании того, что, по их мнению, все остальные участники рынка думают об этой стоимости.

## Последующая теория
Условия конкурса можно сформулировать в более явном виде, чтобы получить представление о нём как о приближении к равновесию по Нэшу. Например, в игре p-beauty (Moulin, 1986) все участники должны одновременно выбрать число в диапазоне от 0 до 100. Победителем конкурса становится участник, число которого ближе всего к p, умноженному на среднее значение всех представленных чисел, где p — некоторая дробь, обычно 2/3 или 1/2. Если есть только два игрока и p < 1, единственное решение равновесия по Нэшу для всех — угадать 0 или 1. Напротив, в формулировке Кейнса p = 1 и существует много возможных равновесий по Нэшу.
В игре p-beauty (где p отличается от 1) игроки демонстрируют отчётливые, ограниченно рациональные уровни рассуждений, что впервые было задокументировано в экспериментальном тесте (Nagel, 1995). Игроки самого низкого, «0-го уровня», случайным образом выбирают числа из интервала [0, 100]. Следующие игроки «уровня 1» считают, что все остальные игроки имеют уровень 0. Таким образом, игроки уровня 1 считают, что среднее значение всех представленных чисел должно быть около 50. Например, если p = 2/3, эти игроки уровня 1 выбирают в качестве своего числа 2/3 от 50, т. е. 33. Точно так же следующие более высокие игроки «уровня 2» верят, что все остальные игроки являются игроками уровня 1. Поэтому эти игроки уровня 2 считают, что среднее значение всех представленных чисел должно быть около 33, и поэтому они выбирают в качестве своего числа 2/3 от 33, т. е. 22. Точно так же игроки следующего более высокого «уровня 3» реагируют на игру игроков уровня 2 и так далее. Таким образом, равновесие по Нэшу в этой игре связано с бесконечной цепочкой уровней рассуждений, которая теоретически может привести к тому, что все игроки станут выбирать 0. Однако эмпирическим путём для случаев игры без повторений было установлено, что большинство участников могут быть классифицированы как представители уровней 0, 1, 2 или 3 в соответствии с наблюдением Кейнса.
В другом варианте рассуждения о конкурсе красоты игроки могут оценивать конкурсанток на основе наиболее различимого уникального свойства, которое мало представлено в группе. В качестве аналогии представьте себе соревнование, в котором игроку предлагается выбрать шесть самых привлекательных лиц из ста. При особых обстоятельствах игрок может игнорировать все основанные на суждениях инструкции и сосредоточиться на поиске шести самых необычных лиц (применяя понятие редкости). Как ни парадоксально, если игроку гораздо легче найти консенсусное решение для оценки шести самых уродливых участников, он может применить этот подход вместо оценки привлекательности при выборе шести лиц. Согласно этой логике, игрок ориентируется на других игроков, игнорирующих инструкции, для получения преобразованного набора инструкций. В качестве примера представьте конкурс, в котором участникам предлагается выбрать два лучших номера в списке
{1, 2, 3, 4, 5, 6, 7, 8, 2345, 6435, 9, 10, 11, 12, 13}.
Все инструкции, основанные на суждении, вероятно, можно в этом случае проигнорировать, поскольку два числа явно выбиваются из списка.
Кейнс полагал, что профессиональные управляющие деньгами фондовых рынков играют в сложную игру в угадывание. Аналогия Кейнса с конкурсом красоты — это удачное описание того, как работают финансовые рынки, где ключевая роль отводится поведенческим факторам.
Формально игра в угадывание чисел идентична конкурсу красоты Кейнса: участники должны угадать, что думают другие люди о том, что думают другие люди. Например, нужно угадать число в ряду от 1 до 100, которое будет как можно ближе к 2/3 от среднего числа, выбранного всеми участниками конкурса. Если предположить, что игроков трое, и они назвали числа 20, 30 и 40, то треть составит 10, 2 трети — 20. Победит тот, кто назовёт число 20. На самом деле никто не сможет выбрать правильное число, так как результат (угаданное значение) всегда нужно делить на число участников, которое заранее неизвестно, также всегда следует оставлять лишь 2/3. Невозможно угадать, сколько будет участников и какие числа они выберут. По Нэшу (при условии, что все агенты ведут себя идеально и рационально), равновесие в этой игре — ноль, так как это именно то число, которое никто не сможет изменить, даже если бы его угадали все участники конкурса. В экономике «игру в угадывание чисел» обычно называют «конкурсом красоты».
Аналогия Кейнса с конкурсом красоты — самое подходящее описание того, что делают управляющие капиталом менеджеры на фондовых рынках. Многие инвесторы называют себя «менеджерами по стоимости», имея в виду, что они пытаются покупать дешёвые акции. Другие — «менеджеры роста», так как они пытаются покупать акции, которые будут быстро расти. И конечно, никто не стремится покупать дорогие акции или акции компаний, которые будут падать. Что делают менеджеры на рынке ценных бумаг: они покупают акции, которые будут дорожать в перспективе, или, другими словами, те акции, по которым, по их мнению, другие инвесторы примут решение, что они должны стоить больше через какое-то время, то есть, покупаются акции, которые в полной мере рынок в данный момент не оценивает по истинной стоимости. Если все участники рынка на момент продажи акций соглашаются с такой точкой зрения, это нормальная ситуация. Но мнение менеджеров может быть разным, и, если период работы менеджера, собирающего портфель заказов, составляет от нескольких месяцев до года, то управляющий деньгами для того, чтобы угадать поведение рынка, должен следовать теории о том, как другие инвесторы могут изменить своё мнение относительно стоимости акций. Другими словами, их подход основан не на фундаментальной, истинной стоимости акций, а на теории о том, как могут вести себя участники торгов. То есть, так же, как и в описанных выше конкурсах и играх, они опираются на поведенческий фактор. 
Поскольку сложно предугадать поведение всех участников рынка, акции оценивают, исходя не из истинной, фундаментальной ценности. Продажа и покупка акций на фондовых рынках основывается на том, что, по мнению менеджеров, все думают (или будут думать) остальные участники торгов о ценности акций, или на том, как все остальные частники торгов предсказали бы их среднюю оценку, их ценность в будущем. Поведенческий фактор приводит к тому, что на фондовых рынках происходит непредсказуемое колебание цен.
Впоследствии теорию Кейнса развивали Браун и Дженнингс (1989), Шиллер (Shiller, 2000) Аллен, Моррис и Шин (Allen, Morris and Shin, 2006) и другие. Информацию о компаниях и фирмах предлагалось дополнить источниками общедоступной информации, которая раскрывала бы экономические данные (бухгалтерский учёт), что может повысить эффективность рынка и его прозрачность.

## Примеры конкурсов
Немецкий журнал Spektrum der Wissenschaft в 1997 году провёл конкурс, предлагая читателям выбрать число от 1 до 100, причём приз достался участнику, число которого было ближе всего к двум третям среднего числа всех заявок. 2728 человек представили заявки со средним показателем 22,08, две трети из которых составили 14,72 балла. Выигрышная заявка была равна 14,7. Эта версия игры была проанализирована в работе Nagel et al. (2016).
В 2011 году программа Planet Money Национального общественного радио проверила теорию, предложив слушателям выбрать самый симпатичный из трёх видеороликов с животными. Слушатели были разбиты на две группы. Одна группа выбирала животное, которое по их мнению было самым симпатичным, а другая группа выбирала то животное, которое сочло бы самым симпатичным большинство участников. Результаты показали существенные различия между группами. Пятьдесят процентов первой группы выбрали видео с котёнком, по сравнению с 76 процентами второй группы, выбравшими то же видео с котёнком. Люди из второй группы, как правило, игнорировали свои собственные предпочтения и точно принимали решение, основываясь на ожидаемых предпочтениях других людей. По мнению организаторов конкурса, его результаты согласуются с теорией Кейнса.